# معاملة المثليين في سلوفينيا
قد يواجه الأشخاص من المثليين والمثليات ومزدوجي التوجه الجنسي والمتحولين جنسياً (اختصاراً: LGBT) في سلوفينيا
تحديات قانونية لا يواجهها غيرهم من المغايرين جنسيا. على الرغم من أن القوانين المتعلقة بحقوق المثليين قد تطورت بشكل كبير مع مرور الوقت.

## تاريخ المثليين في سلوفينيا
بموجب قانون العقوبات الصادر في 30 يونيو/حزيران 1959، كان النشاط الجنسي المثلي بين الذكور غير قانوني في كل يوغسلافيا السابقة. خلال النصف الأول من سبعينيات القرن العشرين، انتقلت سلطة التشريع الجزائي من الجمهورية الاتحادية إلى الولايات والمناطق الثمانية. ألغى قانون العقوبات الجديد تجريم المثلية الجنسية الذي تم تمريره في عام 1976 ودخل حيز التنفيذ في عام 1977. تمت إزالة جميع الأحكام التمييزية. لم تكن هناك إشارات إلى النشاط الجنسي المثلي بين النساء في التشريع القديم.

## قانونية النشاط الجنسي المثلي
تم إلغاء تجريم المثلية الجنسية في عام 1977، وتم تحديد السن القانونية للنشاط الجنسي المثلي والمغاير على 15 سنة بغض النظر عن التوجه الجنسي.

## الاعتراف القانوني بالعلاقات المثلية
أصبحت الشراكة المسجلة للشركاء المثليين قانونية منذ 23 يوليو 2006، مع حقوق محدودة للميراث والضمان الاجتماعي وحقوق الأقرباء.
في يوليو/تموز 2009، حكمت المحكمة الدستورية أن المادة 22 من قانون تسجيل الشراكات المثلية تنتهك الحق في عدم التمييز بموجب المادة 14 من الدستور على أساس التوجه الجنسي، وطالبت المجلس التشريعي بمعالجة التناقض القائم في غضون ستة أشهر.
في 3 مارس 2015، أقر مجلس النواب مشروع قانون لتشريع زواج المثليين في تصويت 51 صوتا لصالحه مقابل 28 صوتا ضده (51-28). في 10 مارس 2015، رفض المجلس الوطني اقتراحا بمطالبة الجمعية بالتصويت على مشروع القانون مرة أخرى، في تصويت 14 صوتا لصالحه مقابل 23صوتا ضده (14-23). طرح معارضو مشروع القانون عريضة للاستفتاء. وحصل أصحابه على أكثر من التوقيعات الكافية لإجراء استفتاء. في 22 أكتوبر/تشرين الأول 2015، حكمت المحكمة الدستورية في أغلبية 5 أصوات مقابل 4 أصوات (5-4) على أن الجمعية الوطنية لا تستطيع تفسير الدستور وأن التصويت على منع الاستفتاء غير قانوني. ووقع الاستفتاء يوم 20 ديسمبر عام 2015، ورفض مشروع القانون.
في 21 أبريل 2016، وافقت الجمعية على مشروع قانون لإعطاء الشراكات المسجلة جميع حقوق الزواج، باستثناء التبني المشترك وتقنيات الإنجاب بالمساعدة في المختبر. تم إطلاق عريضة لاستفتاء، لكن رئيس الجمعية لم يسمح بالاستفتاء. وقال إنها كانت إساءة استخدام لقانون الاستفتاء. دخل القانون حيز التنفيذ في 24 مايو 2016 وبدأ العمل به في 24 فبراير 2017 دون تغييرات في الزواج (الشراكة المدنية فقط).

## الحماية من التمييز
منذ عام 1998، تم حظر التمييز على أساس التوجه الجنسي في أماكن العمل. وينطبق نفس الشئ على الباحثين عن العمل. كما يتم حظر التمييز على أساس التوجه الجنسي في مجموعة متنوعة من المجالات الأخرى، بما في ذلك التعليم والإسكان وتوفير السلع والخدمات، مع امتلاك سلوفينيا واحدة من أكثر قوانين مكافحة التمييز واسعة النطاق في الاتحاد الأوروبي. في يوليو/تموز 2009، حكمت المحكمة الدستورية أن المادة 14 (1) من الدستور السلوفيني تحظر التمييز على أساس التوجه الجنسي.
في 17 فبراير/شباط 2016، قدمت الحكومة مشروع قانون جديد لمناهضة التمييز، يحظر التمييز على أساس التوجه الجنسي والهوية الجندرة والتعبير الجندري، ضمن أمور أخرى. وافقت عليه الجمعية الوطنية في 21 أبريل، في تصويت 50 صوتا لصالحه مقابل 17 صوتا ضده (50-17). لم يطلب المجلس الوطني من الجمعية التصويت على مشروع القانون مرة أخرى. وفي 28 نيسان/أبريل، قدمت نقابة العمال المهاجرين اقتراحا، تطلب 2,500 توقيع، من أجل السماح له بالشروع في طلب الاستفتاء. ومع ذلك، في 5 مايو، رفض رئيس الجمعية الوطنية ميلان برغليس تحديد مهلة 35 يومًا يمكن خلالها للمجمعين جمع 40,000 توقيع صالح لإجبار الاستفتاء، معتبرين أن هذا الاستفتاء والعديد من مبادرات الاستفتاء الأخرى من قبل نقابة العمال المهاجرين تمثل إساءة استخدام لقوانين الاستفتاء. وأرسل مشروع القانون لإصداره في اليوم التالي. أصدره الرئيس بوروت باهور ونشر في الجريدة الرسمية في 9 مايو 2016.في 10 مايو، طعنت نقابة العمال المهاجرين قرار برغليز إلى المحكمة الدستورية.في يوليو 2016، رفضت المحكمة الدستورية هذا الطعن.

## الرأي العام
أظهر استطلاع يوروباروميتر نشر في ديسمبر 2006 أن 31% من السلوفينيين يؤيدون زواج المثليين. و17% يعتقدون بأنه ينبغي أن يسمح بتبني المثليين للأطفال (كان متوسط الاتحاد الأوروبي 44% و 33% على التوالي).
أظهر استطلاع أجراه ديلو ستيك في فبراير 2015 أن 59% من السلوفينيين الذين شملهم الاستطلاع يؤيدون زواج المثليين، بينما يؤيد 38% تبني المثليين للأطفال. كما قام الاستطلاع بقياس دعم مشروع قانون زواج المثليين، والذي تم مناقشته في الجمعية الوطنية في ذلك الوقت. وأظهرت النتائج أن أغلبية ضئيلة (51%) من السلوفينيين الذين شملهم الاستطلاع أيدت مشروع القانون.

## حراك حقوق المثليين في سلوفينيا
كانت حركة المثليين والمثليين نشطة في ليوبليانا منذ عام 1984، عندما تم تأسيس «ماغنوس» (بالسلوفينية: MAGNUS)‏، قسم المثليين في المركز الثقافي الطلابي للفنون، ليوبليانا، ك «المنظمة الثقافية للتلاقي الاجتماعي للمثليين». تم تأسيس مجموعة نسوية تدعى «ليليت» في عام 1985، تبعتها في عام 1987 مجموعة إل إل (بالسلوفينية: LL)‏، وهي مجموعة للمثليات داخل المركز الثقافي الطلابي للفنون. في عام 1990 أسس كل من «ماغنوس» و «إل إل» منظمة الحملة الوطنية للدفاع عن حقوق المثليين والمثليات والمثلية، «روزا كلوب» (بالسلوفينية: Roza Klub)‏.
لا يوجد في أجزاء أخرى من البلاد منظمات أو يوجد فقط عدد قليل من المنظمات التي تتعلق بالتوجه الجنسي.

## ظروف الحياة

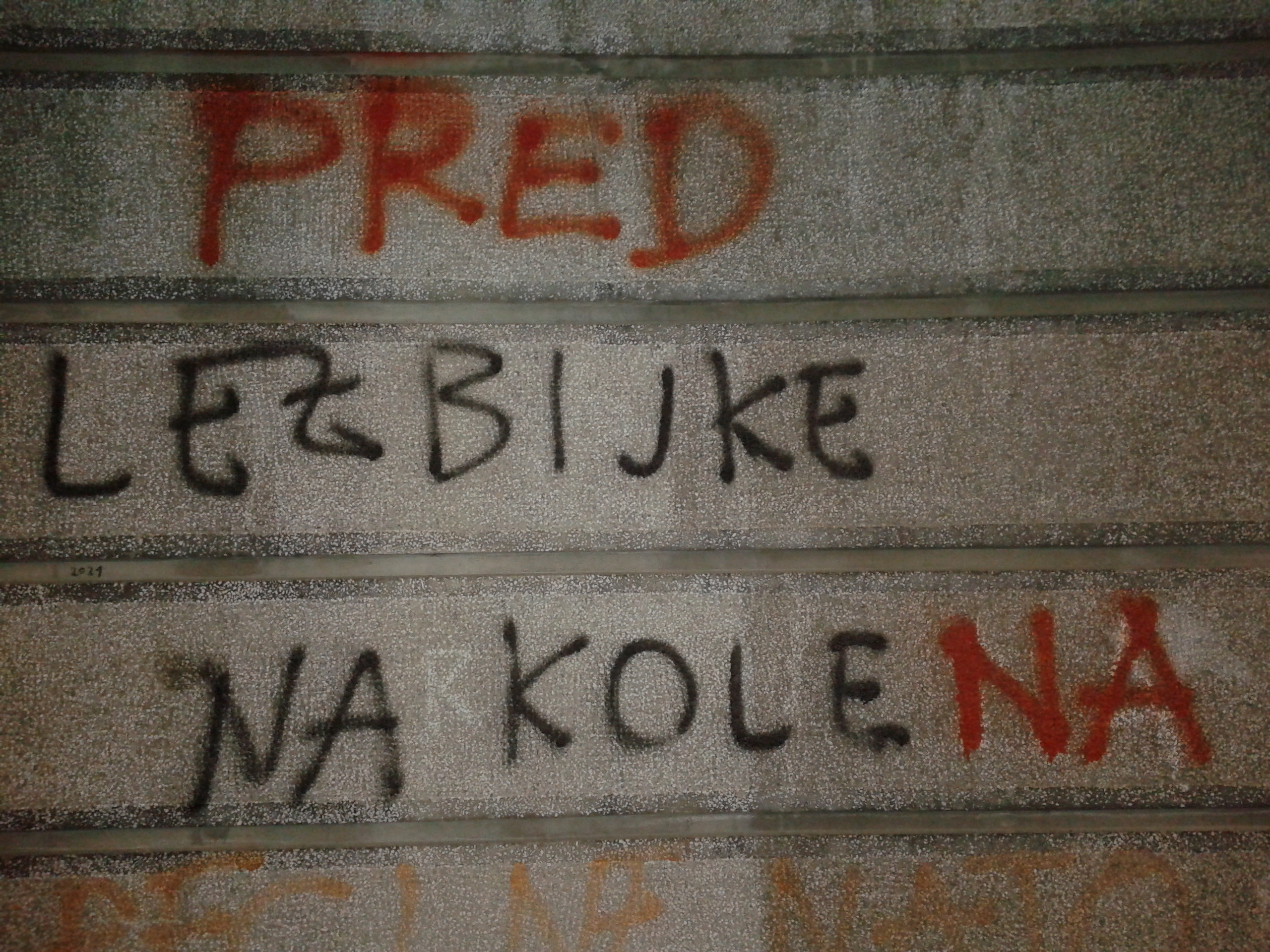
كتابة جدارية في كراني الذي يقول في الأصل («ضع المثليات على الأوتاد») وتم تعديله لاحقًا إلى («احنوا رؤوسكم أمام 'احترموا' المثليات»)

### ثقافة المثليين
يوجد في ليوبليانا العديد من النوادي والحانات الصديقة للمثليين جنسياً. بعد أن بدأ عدد قليل فقط، يزداد العدد كل عام. في كلاب ك4 (بالسلوفينية: klub K4)‏ في ليوبليانا هناك حفلات للمثليين والمثليات (K4 ROZA) كل ليوم سبت واحد شهريا. في نوادي «فاكتوري» و«بوليفار» تقام حفلات للمثليين والمثليات تنظمها مجموعة جينغ جانغ. تحدث حفلات هناك عادة مرة واحدة في الشهر. الحانات الأخرى الصديقة للمثليين في ليوبليانا هي «لان» و «تيفاني» و«غاليريا».

### العنف ضد المثليين
كانت هناك حالات عديدة من العنف ضد مجتمع المثليين في جميع أنحاء سلوفينيا، وكان آخرها الهجوم الذي وقع خلال حدث أدبي في أحد أشهر حانات المثليين في ليوبليانا من قبل شباب بالمشاعل. أصيبت الناشطة المثلية ميتيا بلاتجيتش.
في عام 2007 في ماريبور تعرض العديد من الأفراد للضرب من قبل شباب خلال مسيرة الفخر.

## ملخص
| قانونية النشاط الجنسي المثلي                                                             | (منذ عام 1977)                                                   |
| المساواة في السن القانوني للنشاط الجنسي                                                  | (منذ عام 1977)                                                   |
| قوانين مكافحة التمييز في التوظيف                                                         | (منذ عام 1998)                                                   |
| قوانين مكافحة التمييز في توفير السلع والخدمات                                            | (منذ عام 1998)                                                   |
| قوانين مكافحة التمييز في جميع المجالات الأخرى (تتضمن التمييز غير المباشر، خطاب الكراهية) | (منذ عام 1998)                                                   |
| زواج المثليين                                                                            | No                                                               |
| الاعتراف القانوني بالعلاقات المثلية                                                      | (منذ عام 2006)                                                   |
| السماح للشخص العازب بالتبني بغض النظر عن توجهه الحنسي                                    | Yes                                                              |
| تبني أحد الشريكين للطفل البيولوجي للشريك الآخر                                           | (منذ عام 2011)                                                   |
| التبني المشترك للأزواج المثليين                                                          | No                                                               |
| يسمح للمثليين والمثليات الخدمة علناً في القوات المسلحة                                    | Yes                                                              |
| الحق بتغيير الجنس القانوني                                                               | [ 30 ]                                                           |
| علاج التحويل محظور على القاصرين                                                          | No                                                               |
| الحصول على أطفال أنابيب للمثليات                                                         | No                                                               |
| الأمومة التلقائية للطفل بعد الولادة                                                      | No                                                               |
| تأجير الأرحام التجاري للأزواج المثليين من الذكور                                         | (محظورا لجميع الأزواج بغض النظر عن التوجه الجنسي)                |
| السماح للرجال الذين مارسوا الجنس الشرجي بالتبرع بالدم                                    | / (منذ عام 2017: فترة تأجيلية بعد سنة واحدة من عدم ممارسة الجنس) |